# Mellissius popei
Mellissius popei är en skalbaggsart som beskrevs av S. Endrödi 1972. Mellissius popei ingår i släktet Mellissius och familjen Dynastidae. Inga underarter finns listade i Catalogue of Life.